# El-Badi-Palast

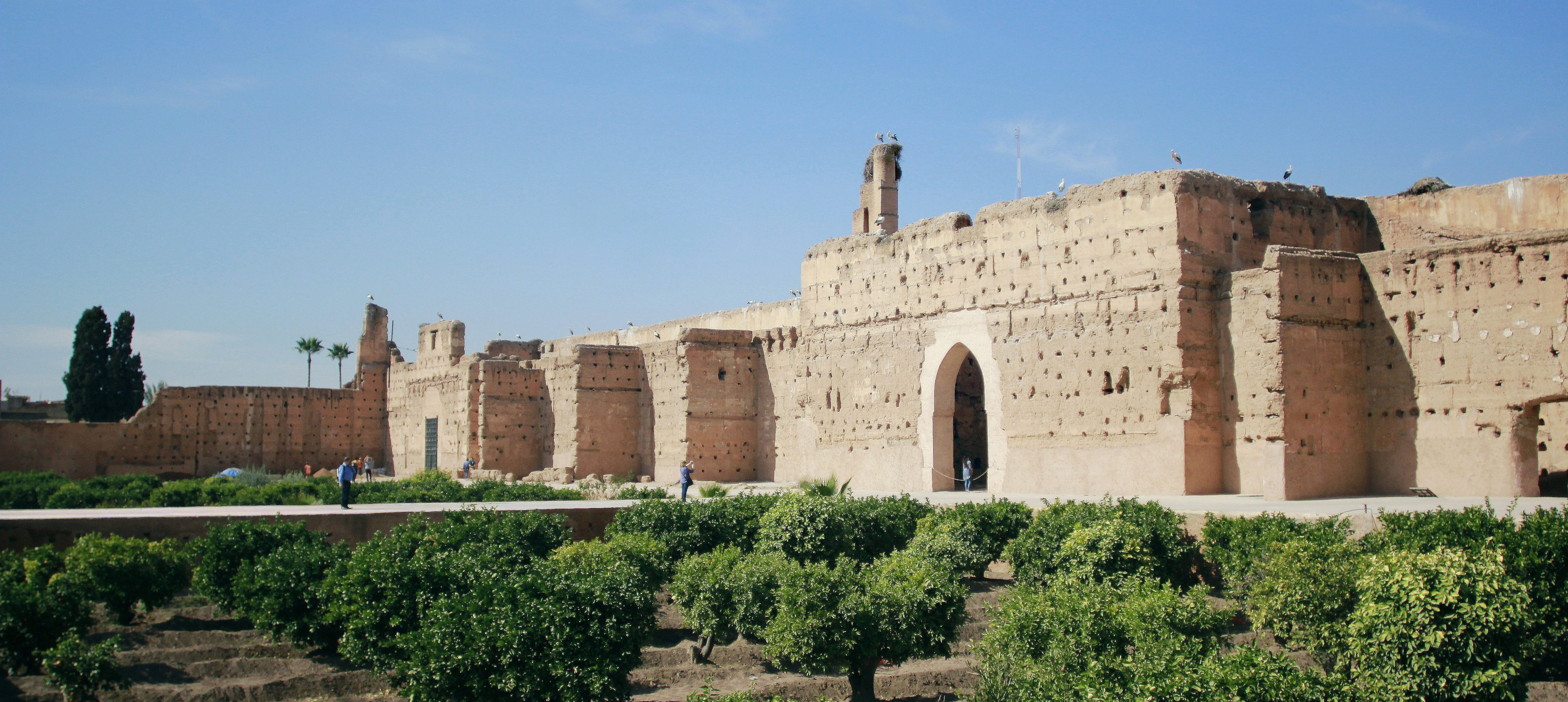
El-Badi-Palast

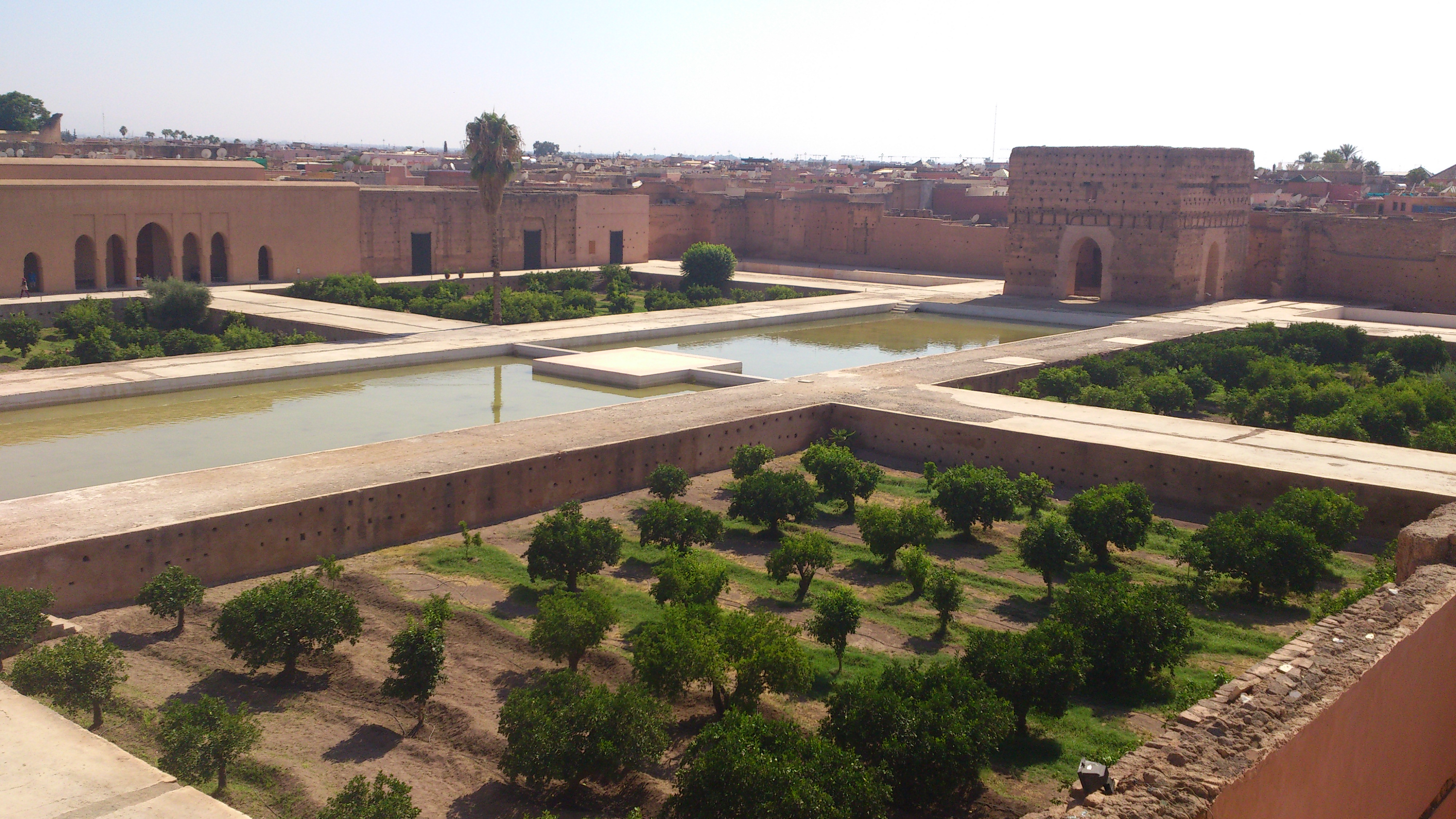
El-Badi-Palast

Der el-Badi-Palast (arabisch قصر البديع, DMG Qaṣr al-badīʿ = „der Unvergleichliche“; französisch Palais El-Badi) gehört zu den meistbesuchten Bauten der ehemaligen marokkanischen Königsstadt Marrakesch.

## Lage
Der el-Badi-Palast liegt im Kasbah-Viertel knapp 1 km südlich des Jemaa-el-Fna-Platzes unweit der Saadier-Gräber und des Bab Agnaou.

## Geschichte
Der el-Badi-Palast wurde Ende des 16. Jahrhunderts von dem Saadier-Sultan Ahmad al-Mansur (reg. 1578–1603) nach seinem – wegen der Kriegsbeute und der Lösegelder äußerst einträglichen – Sieg über die Portugiesen in der „Schlacht der drei Könige“ bei Ksar el Kebir (1578) in Auftrag gegeben. Auf dem Hintergrund der bis dahin in Marokko unbekannten außergewöhnlich reichen Marmor-Ausstattung und der guten Handelsbeziehungen zu Italien (vor allem im Handel mit Rohrzucker) wurde die Mitwirkung genueser oder florentiner Steinmetze vermutet. Der Palast wurde unter dem Alawiden-Sultan Mulai Ismail (reg. 1672–1727) all seiner Pracht beraubt; Marmorplatten und selbst die Säulen wurden auf Lasttieren nach Meknès gebracht und dort beim Bau der Paläste der neuen Königsstadt (Ville impériale) als Spolien wiederverwendet – vieles ging aber auch beim Ausbau und beim Transport über die Berge des Mittleren Atlas zu Bruch.

## Architektur
Der Palast ist von einer ca. 135 × 110 m langen Stampflehmmauer mit nur wenigen Eingangstoren umgeben. Von den ehemals an die Mauer angelehnten Bauten ist nicht mehr viel erhalten: Beim heutigen Eingangstor befindet sich die minarettlose Moschee; wenige Meter dahinter sind die Ruinen des ehemaligen Thronsaales an den Resten von Bodenfliesen erkennbar. An der Südseite des Hofareals befindet sich das königliche Bad (hammam) mit seinem teilweise sternförmig durchbrochenen Gewölbe. Der gesamte Innenhof war in vier Segmente unterteilt; vertieft wurden hier Obstbäume (Feigen-, Granatapfelbäume) und duftende Blütenstäuche (Orangen, Jasmin) angepflanzt; in der Mitte befand sich ein langgestrecktes flaches Wasserbassin. Nur einige wenige übrig gebliebene, reich bearbeitete Marmorkapitelle, die wegen ihrer Ausmaße und ihres Gewichts nur schwer zu transportieren waren, erinnern an den einstigen Glanz. 

## Minbar der Koutoubia-Moschee
Der wahrscheinlich in den Jahren um 1120/35 unter den Almoraviden (möglicherweise in Córdoba) gefertigte prachtvolle ca. 2 m hohe Gebetsstuhl (minbar) des Vorbeters (imam) der Koutoubia-Moschee ist ein Meisterwerk des Maurischen Stils; er wurde gegen Ende des 20. Jahrhunderts restauriert und befindet sich heute in einem Annexgebäude des Palastes. Während die äußerst feinteiligen Intarsien der Flechtband-Ornamentik der Außenseite geometrische Formen (Sterne und Rauten) präsentieren, finden sich im Dekor der Treppenstufen und in der Rückenlehne kleine Blendbögen.

## Marrakech Museum for Photography and Visual Arts (MMP)
Angrenzend an das Palastgelände sollte bis zum Jahr 2016 der Neubau des Marrakech Museum for Photography and Visual Arts (MMP) entstehen.

## Marrakesch Folklore Festival
Jedes Jahr im Juni findet das Marrakesch Folklore Festival im El-Badi-Palast statt.